# Pomigliano d'Arco
Pomigliano d'Arco är en ort och kommun i storstadsregionen Neapel, innan 2015 provinsen Neapel, i regionen Kampanien i Italien. Kommunen hade 39 819 invånare (2017).
Orten är känd för sin fordonstillverkning på Alfa Romeo Pomigliano d'Arco-fabriken. Under andra världskriget tillverkade Alfa Romeo flygmotorer här.